# Modelli industriali
I modelli industriali sono particolari trovati tecnologici a cui il diritto industriale concede una particolare tutela tramite una forma apposita di brevetto. Nei modelli industriali rientrano due gruppi di creazioni, detti modelli di utilità e disegni e modelli.